# Ugglor i mossen
Att ana ugglor i mossen är ett talesätt som betyder att ana oråd. Uttrycket kommer från danskan, där uttrycket ”ulve i mosen” funnits sedan 1600-talet. ”Ulve” (varg) uttalas på flera ställen i Danmark ”uler”, som antagligen förväxlats med det dialektala ”uller” (uggla). Förväxlingen låg till hands med tanke på traditionen som sade att mördade barn, begravda i skogen förvandlades till mossugglor.